# Diascia pachyceras
Diascia pachyceras là một loài thực vật có hoa trong họ Huyền sâm. Loài này được E.Mey. ex Benth. mô tả khoa học đầu tiên năm 1836.